# Robert Donaldson (cyclisme)
Pour les articles homonymes, voir Donaldson.
Robert "Bob" Donaldson, (né le 8 avril 2002) est un coureur cycliste britannique. 

## Biographie
Robert Donaldson commence sa carrière à la Great Britain Academy de la Fédération britannique, avec laquelle il participe à des courses internationales principalement au sein de l'équipe nationale. 
Lors de la saison 2022, il se distingue sous les couleurs de la sélection britannique en terminant quatrième du Tour d'Eure-et-Loir (deuxième d'une étape), septième de Gand-Wevelgem espoirs ou encore neuvième de la Rutland-Melton International Cicle Classic. Il intègre ensuite l'équipe continentale Trinity Racing en 2023. Rapide au sprint, il s'impose sur une étape de l'Orlen Nations Grand Prix, manche de la Coupe des Nations espoirs. Au Tour d'Italie espoirs, il termine trois fois dans le top 10 d'étape. En 2024, il manque de peu la victoire à plusieurs reprises, notamment en terminant deuxième du Paris-Roubaix espoirs, deuxième d'une étape du Tour d'Alsace et troisième d'une étape du Tour de Grande-Bretagne. Il devient également champion de Grande-Bretagne sur route espoirs, grâce à sa sixième place dans la course des élites.
Avec ses résultats, Donaldson signe en 2025 un contrat avec l'équipe World Tour Jayco AlUla.

## Palmarès et résultats

### Palmarès par année
- 2019
  - 1re étape du Junior Tour of Mendips
  - Coupe du Président de la Ville de Grudziądz :
    - Classement général
    - 2e étape

  - 1re étape du Sint-Martinusprijs Kontich (contre-la-montre par équipes)
  - 2e du Trophée des Flandres
- 2022
  - 3e du championnat de Grande-Bretagne de l'américaine
- 2023
  - 4e étape de l'Orlen Nations Grand Prix
  - Otley Grand Prix
- 2024
  -  Champion de Grande-Bretagne sur route espoirs
  - 2e de Paris-Roubaix espoirs

### Classements mondiaux
| Année                                 | 2021  | 2022  | 2023  | 2024 |
| ------------------------------------- | ----- | ----- | ----- | ---- |
| Classement mondial                    | 2339e | 1049e | 1940e | 667e |
| UCI Europe Tour                       | 1561e | 751e  | nc    | nc   |
|                                       |       |       |       |      |
| Légende : nc = non classéSource : UCI |       |       |       |      |